# Federalist No. 80
 Federalist No. 80 es un ensayo de Alexander Hamilton, el octuagésimo de The Federalist Papers. Fue publicado el 21 de junio de 1788 bajo el seudónimo Publius, el nombre bajo el cual se publicaron todos los documentos de los Federalist Papers. Se titula «Los poderes del poder judicial», y es el tercero de una serie de seis ensayos que discuten los poderes y limitaciones de la rama judicial.  

## Resumen
Publius comienza este ensayo describiendo cinco áreas sobre las cuales el poder judicial federal debería tener jurisdicción: primero, los casos que surgen de las leyes de los Estados Unidos; segundo, los casos que surgen de las disposiciones de la Constitución de los Estados Unidos propuesta; tercero, casos en los que Estados Unidos es parte; cuarto, todos los casos que involucran «la paz de la confederación»; y quinto, todos los casos que se originan en alta mar. Luego se dirige a cada uno de estos puntos a su vez. Alexander Hamilton ofrece cinco principios específicos o situaciones en las que el poder judicial debe tener jurisdicción para anular las leyes estatales y explica por qué el tribunal federal debe tener tales responsabilidades. 